# Immeuble de la banque de Finlande (Tampere)
Pour les articles homonymes, voir Immeuble de la banque de Finlande.
L'immeuble de la banque de Finlande est un immeuble commercial et de bureaux situé dans le quartier de Kyttälä à Tampere en Finlande.

## Présentation
L'édifice de sept étages est conçu par les architectes Harry W. Schreck, Mirjam Kulmala et Mirja Vainio. 
Sa construction s'achève en 1943 à l'angle des rues Hämeenkatu et Hatanpää.
Un fresque de Gunnar Finne décore la façade.
En plus du comptoir de la Banque de Finlande à Tampere, le bâtiment abritait le studio d'Yleisradio à Tampere, l'agence de voyage Aero Oy et le restaurant Hämeensilta sur le toit.
En 2012, la Banque de Finlande vend l'immeuble à un investisseur immobilier privé et la succursale de la banque à Tampere ferme ses portes à la fin de la même année.